# Acuerdo de Los Pozos
El Acuerdo de Los Pozos fue un acuerdo de 13 puntos suscrito el 9 de febrero de 2001 entre las Fuerzas Armadas Revolucionarias de Colombia (FARC) y el gobierno del presidente Andrés Pastrana, durante los diálogos de paz entre el gobierno Pastrana y las FARC (1998-2002) en medio del Conflicto armado colombiano. Fue firmado en la inspección de Los Pozos, localidad rural del municipio San Vicente del Caguán.

## Reunión Pastrana-Marulanda
El presidente Pastrana y el jefe de las FARC, Manuel Marulanda se reunieron los días 8 y 9 de febrero en la localidad de Los Pozos, dentro de la zona de distensión. Ambos firmaron, frente a aproximadamente 200 periodistas de todo el mundo, un documento de 13 puntos titulado "Acuerdo de Los Pozos", en el que ratifican su voluntad de perseverar en una salida política al conflicto teniendo como prioridades "disminuir su intensidad" y "acabar con el paramilitarismo".
El presidente Pastrana arribó a la vereda Los Pozos en un helicóptero de la Policía Nacional de Colombia después de pernoctar en San Vicente del Caguán, epicentro de la zona de distensión o zona desmilitarizada y controlada por las FARC para llevar a cabo las negociaciones. Tras su encuentro con Manuel Marulanda, Pastrana le dio una medalla que el Papa Juan Pablo II le entregó durante una visita del jefe de Estado a Roma. Por un lado tiene la imagen del pontífice y por la otra la de San Pablo, y una inscripción en latín que dice: "la paz se consigue con la verdad". La reunión final terminó a las 3:00 p. m. (UTC-5). Pastrana y el Alto Comisionado de Paz, Camilo Gómez, leyeron un comunicado de respaldo del presidente de Brasil, Fernando Cardoso.

## Los 13 puntos
El acuerdo de 13 puntos fue el siguiente:

TEXTO DEL ACUERDO DE LOS POZOS

9 de febrero de 2001
1. El Gobierno Nacional y las FARC-EP ratifican su voluntad de continuar el proceso de paz que busca la solución del conflicto por la vía del diálogo y la negociación en procura de construir una Colombia en desarrollo y con plena justicia social.
  
2. Tras una evaluación conjunta del proceso identificamos logros y debilidades y coincidimos plenamente en que éste ha generado bases sólidas sobre las cuales se debe continuar buscando la reconciliación nacional. 

3. El Gobierno y las FARC-EP coinciden en la importancia de avanzar en las discusiones sobre los mecanismos para acabar el paramilitarismo y disminuir la intensidad del conflicto. Para tal efecto, la Mesa de Diálogo y Negociación creará una comisión con personalidades nacionales que les formulen recomendaciones en estas dos direcciones.
  
4. Las FARC-EP descongelan el funcionamiento de la Mesa de Diálogo y Negociaciones.
  
5. Acordamos que la Mesa de Diálogo y Negociación reinicie sus labores el 14 de febrero retomando los temas sustantivos de la Agenda y entre a discutir el cese del fuego y las hostilidades.  

6. Se agilizará la concreción del acuerdo humanitario que permita la próxima liberación de soldados, policías y guerrilleros enfermos.  

7. Con el fin de que las negociaciones no se vean interrumpidas, la Mesa Nacional de Diálogos y Negociación creará de su seno una comisión encargada de estudiar los hechos que afecten la marcha del proceso. Esta comisión se creará, a más tardar, el 15 de febrero.  

8. La Zona de Distensión ha sido establecida exclusivamente para el desarrollo del proceso con plenas garantías y seguridades para las partes. La Mesa Nacional de Diálogo y Negociación, a más tardar el 15 de febrero, creará un mecanismo de su seno que periódicamente evalúe el informe a la opinión sobre el cumplimiento y el propósito de la zona. 
 
9. Entendiendo la importancia de la comunidad internacional para que el proceso de paz en Colombia tenga éxito, invitamos para el próximo 8 de marzo a un grupo de países amigos y organismos internacionales para informarlos sobre el estado y evolución del proceso e incentivar su colaboración. La Mesa Nacional de Diálogo y Negociación determinará la regularidad de estas reuniones.  

10. Las FARC-EP no se oponen a los proyectos de erradicación manual y de sustitución de cultivos ilícitos pero reitera que un proceso tal debe adelantarse de común acuerdo con las comunidades. El Gobierno Nacional y las FARC coincidimos en la importancia estratégica de trabajar en la protección y recuperación del medio ambiente. 
 
11. El Gobierno Nacional y las FARC-EP invitan a las fuerzas políticas firmantes del acuerdo de Caquetania, el día 28 de febrero, a reunirnos en Los Pozos para dinamizar el proceso. Reiteramos nuestra invitación a todas aquellas personalidades y organizaciones nacionales escépticas del mismo a intercambiar sobre los aportes de todos los colombianos a la reconciliación nacional. 
 
12. La Mesa de Diálogo y Negociación podrá ser ampliada de común acuerdo y sesionará por lo menos tres veces a la semana.  

13. Convocamos a todos los colombianos a rodear este esfuerzo común que puede conllevarnos a la superación del conflicto que nos afecta.  
Firmado 
ANDRES PASTRANA ARANGO        MANUEL MARULANDA VELEZ 
Presidente de la República            FARC-EP